# Emīlija Gudriniece
Emīlija Gudriniece ( en ruso: Эмилия Юлиановна Гудриниеце; 3 de agosto de 1920 - 4 de octubre de 2004) fue una química letona especializada en síntesis orgánica. Se centró en el uso práctico de sustancias y sintetizó furacilina, por la que ganó un premio estatal.  Fue una de las primeras en reconocer el potencial del uso de aceites vegetales como biocombustibles e inició el estudio del refinamiento de aceite de colza en Letonia. Editora prolífica, editó la Revista de Química de Letonia y publicó un libro de texto en lengua letona sobre métodos de síntesis orgánica. Fue galardonada con múltiples premios y reconocimientos por su trabajo. 

## Biografía
Gudriniece nació el 3 de agosto de 1920 en el distrito de Rēzekne, Letonia. Creció en la aldea agrícola de Kromoni en la parroquia de Kaunata y se graduó de la Universidad de Letonia en 1948 con un título en ingeniería química. Comenzó su trabajo de posgrado en 1949, terminando con su Título de Candidatura en Ciencias Químicas (equivalente soviético de doctorado) en 1952.  Durante ese mismo período, ganó el Campeonato de Motociclismo Femenino de Letonia dos veces, en 1949 y 1953. Fue contratada como profesora asociada ese año en la Universidad de Letonia en la Facultad de Química, donde permaneció hasta 1958. En 1959, se mudó al departamento de tecnología química del Instituto Politécnico de Riga comenzando sus estudios para obtener su título de habilitación, que se completó en el Instituto Nesmeyanov de Compuestos de Organoelementos de Moscú en 1960. Después de completar su grado avanzado, fue nombrada profesora en el Politécnico de Riga en 1961.  Fundó el Departamento de Síntesis Orgánica y Biotecnología en 1963 en el Politécnico y dirigió el departamento durante los siguientes 27 años.
Su investigación básica se centró en la síntesis orgánica y el uso práctico de sustancias para medicamentos, cosméticos e industria. Sintetizó furacilina y desarrolló un método para utilizarla con fines industriales que le valió el Premio de la República Socialista Soviética de Letonia en 1957.  Estudió la nitración clorometilada, la sulfonación y la reactividad de las 1,3- dicetonas cíclicas, publicando más de 600 informes científicos sobre la química teórica y sintética de compuestos heterocíclicos y 1,3-dicarbonílicos. Su trabajo más reciente se centró en los estudios sobre el aceite de colza en un intento por desarrollar técnicas para la separación de lípidos y el refinamiento del aceite de colza como industria en Letonia. Fue una de las primeras en reconocer la aplicación de aceites vegetales para biocombustibles.  También formó parte del comité editorial de Latvian Journal of Chemistry  y al momento de su muerte fue coautora del único libro de texto en lengua letona sobre métodos de síntesis orgánica.

## Premios y honores
Recibió muchos honores, incluyendo el Premio de Química Gustavs Vanags en 1972, la Medalla conmemorativa Vladimir Vasilevich Chelintsev, fue elegida como académica en la Academia de Ciencias de Letonia en 1978, Científica Estatal Emérita de Letonia en 1996, Profesora Emérita de la Universidad Técnica de Riga en 2000, Medalla Pauls Valdens en 2000 y el Premio Grindex por sus contribuciones a la educación en 2003.

## Muerte
Murió el 4 de octubre de 2004, en Riga, Letonia.

## Trabajos seleccionados
- Gudriniece, E.; Strakov, A.; Strakova, I. (1988). «Syntheses of heterocyclic compounds on basis 1,3-cyclohexanediones». Химия Гетероциклических Соединений (en russian) (6): 723-738.
- Gudriniece, E.; Belyakov, S.; Jure, M. (1991). «Structure of 3-aminocarbonyl-2-(N-benzylamino)-6-phenyl-4-trifluoromethylpyridine». Acta Crystallogr. 47: 344-345.
- Gudriniece, E.; Palitis, E.; Barkane, V. (1992). «Heterocyclic compounds on diketone basis. XXXII. Synthesis of thieno[2,3-d]pyrimidones on basis of 2-amino-3-cyanothiophenes». Latvian Journal of Chemistry (en russian): 356-360.
- Gudriniece, E.; Dambeniece, I.; Karklina, A., et. al. (1993). «Reactions of 4-ureido-2-buten-4-olides with amines». Latvian Journal of Chemistry (en russian): 338-343.
- Gudriniece, E.; Dambeniece, I.; Karklina, A., et. al. (1993). «Reactions of 4-ureido-2-buten-4-olides with amines». Latvian Journal of Chemistry (en russian): 338-343.
- Gudriniece, E.; Serzane, R.; Strele, M. (2000). «Investigations of Oils and Fats». Material Science and Applied Chemistry (1): 92.
- Gudriniece, E.; Starmkale, V.; Serzane, R., et. al. (2001). «Investigations of oils from plants growing in Latvia». Scientific Conference 'Organic Chemistry': 50.
- Suloyeva, E.; Jure, E.; Gudriniece, S., et, al (2001). «Synthesis of 2,3-dihydro-7-trifluoromethyl-5-phenylimidazo[1,2-a]pyridines». Химия Гетероциклических Соединений (en russian) (3): 358.
- Suloyeva, E.; Jure, E.; Gudriniece, E., et, al (2002). «Properties of 8-cyano-2,3-dihydro-5-phenyl-7- trifluoromethylimidazo[1,2-a]pyridines». Химия Гетероциклических Соединений (en russian) (68): 811-822.
- Ravina, I.; Zicane, D.; Gudriniece, E., et, al (2002). «Exotic amino acids. 6. Synthesis of substituted 4-oxo-4H-pyrido[1,2-a]pyrimidines». Химия Гетероциклических Соединений (en russian) (7): 945.